# Слейпнір (газоконденсатне родовище)
Слейпнір — газоконденсатне родовище у центральній частині Північного моря, в норвезькому секторі у 240 км на південний захід від Ставангеру. Складається з двох основних частин — Східний Слейпнір (Sleipner Øst) та Західний Слейпнір (Sleipner Vest). Останній містить дві третини загальних запасів.

## Опис
Західний Слейпнір відкрили у 1974 році в районі з глибинами моря 110 м. Поклади вуглеводнів містяться у відкладеннях середньої юри на глибині 3450 метрів під морським дном. Східне родовище відкрите у 1981 році на менших глибинах — під товщею води 82 м та на 2300 м нижче дна. Тут газ та конденсат походять з палеоценової формації та тієї ж середньої юри.
Незважаючи на порядок відкриття, розробку почали у 1993 році зі Східного Слейпніру. Тут встановили багатоцільову платформу Sleipner A, що могла виконувати функції буріння, видобутку та проживання персоналу. Крім того були споруджені установка з підготовки на платформі Sleipner T, платформа-хаб Sleipner R, від якої брав початок експортний трубопровід до Бельгії Zeepipe, два підводні газозбірних вузли та факельна установка Sleipner F. У 1996 році приступили до видобутку на західному родовищі, встановивши для цього платформу Sleipner В, якою дистанційно керували зі Sleipner A.
Розробка родовищ відбувалась методом природного виснаження, а для одного з резервуарів на Східному Слейпнірі до 2005 року також застосовували метод ресайклінгу, що передбачало повторне закачування осушеного газу для збільшення вилучення конденсату. 
Окрім основних родовищ, споруджені потужності також забезпечували розробку значно менших Sigyn, Gungne та Gudrun.
Початкові видобувні запаси Західного та Східного Слейпніру оцінюються у 205 млрд м³ газу, 23 млн тонн зріджених вуглеводневих газів та 60 млн м3 конденсату (разом з  родовищами Sigyn, Gungne та Gudrun — 234 млрд м³ газу, 29 млн тонн ЗВГ та 83 млн м³ нафти і конденсату). Станом на кінець 2015 родовища були практично відпрацьовані — залишкові запаси, включаючи сателіти, становили 16 млрд м³ газу, 2 млн тонн зріджених вуглеводневих газів та 10 млн м³ нафти і конденсату.
На Східному Слейпнірі з 1995 по 2001 рік спостерігалось плато видобутку на рівні майже 7 млрд м³, для Західного Слейпніру аналогічне плато прийшлось на 1997—2012 роки, коли видобувалось 6-8 млрд м³.
Особливістю розробки Західного Слейпніру була необхідність утилізації вуглекислого газу, вміст якого у сирому газі досягав 9 % та перевищував встановлений 2,5%-ий норматив. Враховуючи увагу, яку наприкінці 20 століття почали приділяти боротьбі з викидами парникових газів, було вирішено створити одну з перших в світі систем вловлювання та захоронення СО2. Вилучення вуглекислого газу відбувається на платформі Sleipner T в процесі підготовки. Обладнання розраховане на річну потужність у 850 тисяч тонн СО2. Захоронення парникового газу провадиться у 250 метровій товщі пісковиків формації Utsria, яка за розрахунками може вмістити до 600 млн тонн СО2 (станом на 2015 рік захоронено 15,5 млн т). Проведені сейсмічні дослідження показали, що вибраний резервуар надійно ізольований та відсутній витік вуглекислого газу до інших горизонтів.  